# El Malah
El Malah (în arabă المالح) este o comună din provincia Aïn Témouchent, Algeria.
Populația comunei este de 18.944 de locuitori (2010).